# What the Fuck Are We Saying?
What the Fuck Are We Saying? is een nummer van de Amerikaanse rockzanger Lenny Kravitz uit 1992. Het is de vijfde single van zijn tweede studioalbum Mama Said.
Het nummer werd alleen in Nederland een klein hitje. Het haalde de 25e positie in de Nederlandse Top 40.